# Lallia
Pyroderces là một chi bướm đêm thuộc họ Cosmopterigidae.